# لغات أومو تانا
لغات أومو تانا هي لغات كوشية منطوقة في إثيوبيا وجيبوتي والصومال وكينيا. و يمثل الصوماليون أغلبية الناطقين بها، ويثار جدل حول ما إذا كانت لغات أومو تانا تشكل مجموعة واحدة، أو ما إذا كانت فروعًا فردية للغة الكوشية الشرقية. ويُطلق بلينش (2006) الاسم على لغات أومو-تانا الغربية فقط، ويطلق على اللغات الأخرى الصومالية الكبرى [الإنجليزية].

## التصنيف الداخلي
يشير ماورو توسكو (2012) إلى التصنيف الداخلي التالي للغات أومو تانا، ويرى توسكو أن أومو تاما تتكون من فرع غربي وفرع شرقي ("صومالي")، ويعتبرها سلسلة لهجات من اللغات الصومالية ولغات رينديل-بوني.
أومو تانا
- الغربية ("Galaboid" أو "Arboroid")
  - طاسنع
  - أربوري
  - علمولو
  - ياكو
- الشرقية ("Somaloid")
  - رينديللي
  - كارري-بوني
  - توني - دبري
  - لهجة الأشراف
  - ماي
  - الصومالية